# Louise af Baden
Louise af Baden (tysk: Luise Marie Auguste), i Rusland kaldet Jelisaveta Aleksejevna (russisk: Елизавета Алексеевна; tr. Jelisaveta Aleksejevna), (24. januar 1779 - 16. maj 1826) var en tysk prinsesse af Baden. Som ægtefælle til Kejser Aleksandr 1. af Rusland var hun kejserinde af Rusland fra 1801 til 1825.

## Biografi
Prinsesse Louise af Baden blev født den 24. januar 1779 i Karlsruhe i Tyskland som datter af Arveprins Karl Ludvig af Baden og Amalie af Hessen-Darmstadt. I 1792 blev hun og hendes søster Frederikke sendt til Rusland, hvor Kejserinde Katarina den Store udvalgte hende som brud til sin sønnesøn Storfyrst Aleksandr. Louise konverterede til den den ortodokse kirke, blev døbt med navnet Jelisaveta Aleksejevna og giftede sig med Aleksandr i 1793.

## Eksterne links
- Wikimedia Commons har flere filer relateret til Louise af Baden